# Walter Kleber
Walter Kleber (* 4. September 1941) ist ein deutscher ehemaliger Fußballspieler, der in den 1960er Jahren für die BSG Wismut Aue in der DDR-Oberliga, der höchsten Liga im DDR-Fußball, aktiv war. 

## Sportliche Laufbahn
In der Saison 1961/62 stieg Walter Kleber mit der Betriebssportgemeinschaft BSG Motor West Karl-Marx-Stadt aus der drittklassigen II. DDR-Liga in die 1. DDR-Liga auf. Dort wurde er 1962/63 in den 26 ausgetragenen Punktspielen 20-mal eingesetzt und spielte hauptsächlich als Mittelstürmer. Mit seinen neun erzielten Treffern wurde er zum zweitbesten Torschützen der BSG Motor West. Im DDR-Pokal stieß der Liga-Neuling überraschend bis in das Halbfinale vor. Vom Achtel- bis zum Halbfinale war Kleber in allen vier Spielen beteiligt, so auch beim bemerkenswerten 3:1-Sieg über den DDR-Oberligisten SC Dynamo Berlin, bei dem Kleber das zwischenzeitliche 1:1 erzielte. Ein weiteres Tor erzielte er im ersten Halbfinalspiel beim 1:1 gegen die BSG Chemie Zeitz.
Zu Beginn der Saison 1963/64 wechselte Kleber zum Oberligisten Wismut Aue. Bis zum 20. Spieltag wurde er 15-mal in der Oberliga eingesetzt, wobei er hauptsächlich als halbrechter Stürmer spielte. Dabei schoss er drei Tore, zwei bereits bei seinem ersten Spiel. Auch in den folgenden beiden Spielzeiten gelang es Kleber nicht, sich in dem Stamm der Oberligamannschaft festzusetzen. 1964/65 kam er nur siebenmal (1 Tor), 1965/66 lediglich einmal in der Oberliga zum Einsatz. Stattdessen wurde er mehrfach in der Oberligareserve aufgeboten. 
Ab 1969/70 spielte Kleber für die BSG Wismut Pirna Copitz, die gerade in die jetzt drittklassige Bezirksliga aufgestiegen war. In der Saison 1970/71 stieg Kleber mit den Pirnaern in die DDR-Liga auf. In der DDR-Liga-Saison 1971/72 bestritt Kleber 30-jährig seine letzte Saison im höherklassigen Fußball. Bis zum 15. Spieltag bestritt er elf Punktspiele als Stürmer und erzielte noch einmal zwei Tore.